# Victorine Meurent
Pour les articles homonymes, voir Meurant.
Victorine Louise Meurent, parfois écrit Meurend, Meurant ou Meurand, est une peintre française, également modèle, née à Paris le 18 février 1844 et morte à Colombes le 17 mars 1927.
Elle est particulièrement célèbre pour avoir été le modèle ayant posé le plus fréquemment pour Édouard Manet, notamment dans deux de ses œuvres les plus connues, mais son art de peintre était pleinement reconnu de son vivant. Elle a ainsi participé au Salon à plusieurs reprises. En 1876, un de ses tableaux y fut accepté alors que ceux de Manet avaient été refusés.

## Biographie
Victorine Louise Meurent naît à Paris le dimanche 18 février 1844, dans une famille d'artisans. Sa mère est modiste, son père patine les bronzes. En 1860, elle s'inscrit comme modèle dans l'atelier-école du peintre Thomas Couture, dont elle suit peut-être les cours pour femmes.

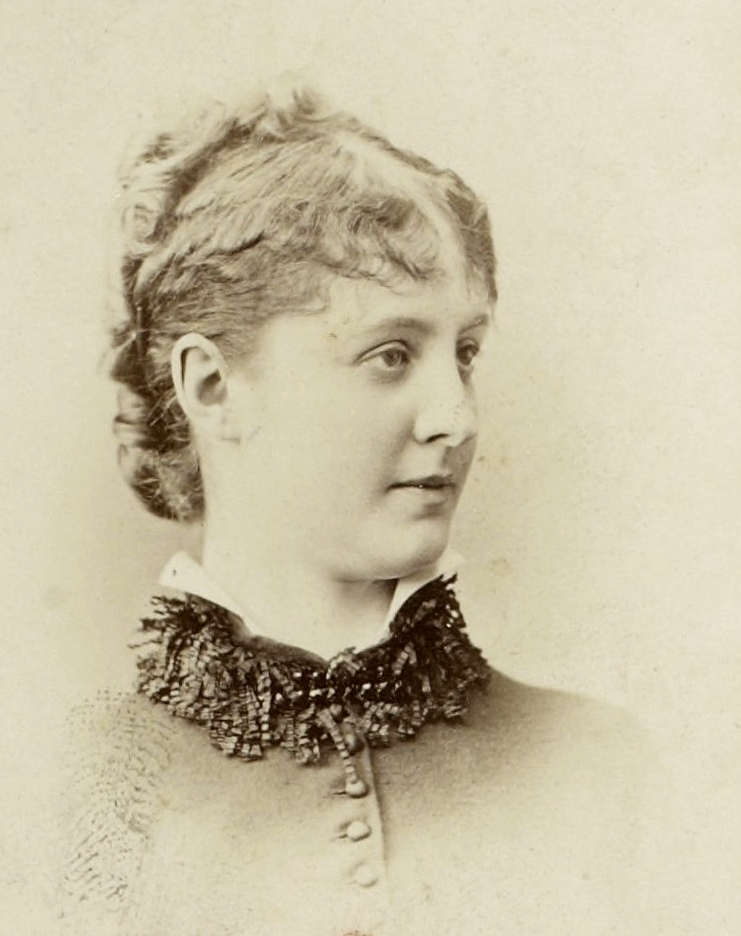
Victorine Meurent vers 1862.

C'est peut-être là qu'elle rencontre Édouard Manet, ancien élève de Couture, mais il est également possible que la rencontre ait eu lieu par l'intermédiaire d'un autre peintre, Alfred Stevens. De fait, c'est dans l'atelier de Stevens, que ce dernier avait mis à la disposition de Manet, que celui-ci commence à peindre Mlle V. en costume d’espada, qui est — avec La Chanteuse de rue — l'une des premières toiles du peintre où Victorine figure : notamment, Manet utilise les décors et costumes présents sur place, qui avaient été déposés par une troupe de théâtre madrilène de passage à Paris. Stevens lui-même, dont elle est dite très proche, la fait aussi poser : on la reconnaît en particulier dans deux versions du Sphinx parisien du peintre belge installé à Paris, la première datée de 1867 et la seconde peinte, selon une note de la main de l'artiste à l'envers de la toile, pendant le siège de Paris en 1870. Elle pose également pour Edgar Degas.
Mais l’image du modèle reste aujourd'hui étroitement associée à l'œuvre de Manet, pour qui elle aura posé de 1862 à 1873. On la voit notamment dans La Jeune Fille en rose (également intitulée La Femme au perroquet) ou La Joueuse de guitare — instrument dont elle jouait, ainsi que du violon. Les deux tableaux les plus célèbres la font apparaître nue : Le Déjeuner sur l'herbe, où elle est dépeinte assise et entièrement dévêtue, près de deux hommes en costume de ville ; Olympia, un nu qui montre son corps mince — qui lui valait le surnom de « crevette » — allongé sur un divan.
À la fin de l'été 1868, la jeune femme entreprend avec la troupe de théâtre Genot un voyage en Amérique organisé par l'imprésario Jacob Grau, voyage consigné dans la seule lettre connue de sa main et conservée à la Pierpont Morgan Library à New York, et souvent mentionné par ses contemporains (Adolphe Tabarant en particulier). Victorine est accompagnée d'un jeune garçon de 7 ans, Louis Meurent. La troupe est de retour en France en octobre 1869.
À partir de 1875, Victorine Meurent prend des cours à l'Académie Julian dans l'atelier du peintre Étienne Leroy et se met à peindre, rencontrant un certain succès : ses toiles sont reçues à plusieurs reprises au Salon. Son style se rapproche de l'académisme auquel Manet s'oppose, ce qui introduit une distance entre eux. En 1876, année où Manet est refusé au Salon, elle présente un Autoportrait et, en 1879, une Bourgeoise de Nuremberg au XVIe siècle (localisation inconnue), accrochée dans la même salle que Manet, la salle des « M », où il montre quant à lui Dans la serre et En bateau. Elle exposera encore en 1895 et 1904 — elle aura finalement participé à six Salons différents. 

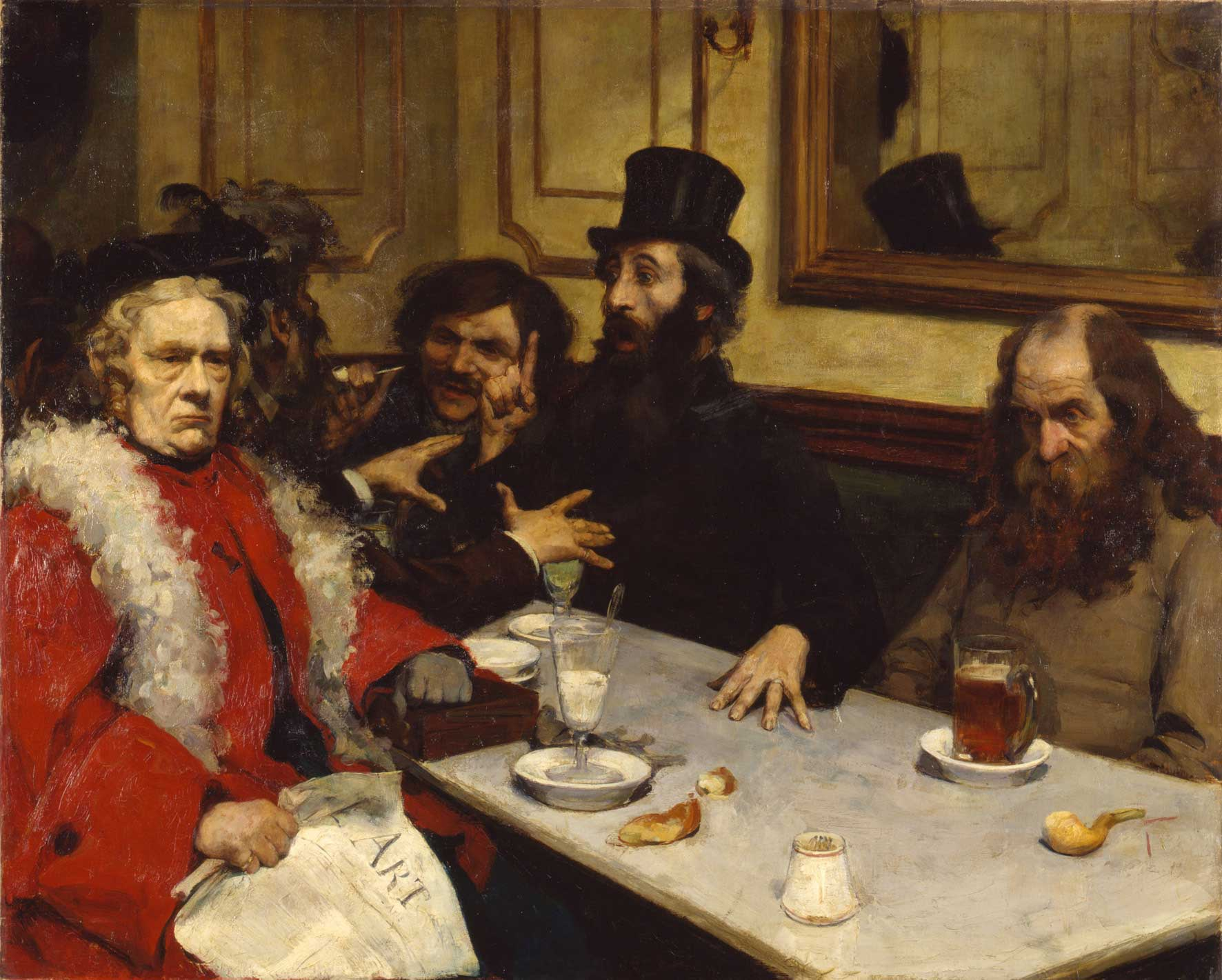
Victorine Meurent dans Les Incompris, d'André Devambez (1904). Au musée de Quimper.

En 1884, Émile Blavet raconte que, disant agréablement la chansonnette et ayant passé sa vie entre le théâtre et les artistes, elle est, à cette époque, spécialisée dans les portraits d'animaux de compagnie. Elle pose encore, non plus pour Manet, de qui elle s'est éloignée, mais pour Norbert Gœneutte. Reconnue en tant que peintre, elle adhère en 1903 à la Société des artistes français. En 1904, André Devambez, dans son tableau Les Incompris, la représente, vieillie et revêche, à la même table de bistro qu'une sorte de Verlaine alcoolisé.
En 1907, l'année où Olympia entre au musée du Louvre (au musée du Jeu de paume) et Le Déjeuner sur l'herbe au musée des Arts décoratifs, c'est à Colombes que Victorine Meurent s'installe, avec sa compagne Marie Dufour, dans un modeste pavillon où elle continue à peindre et à donner des leçons de guitare. Un recensement de 1921 montre qu'à plus de 70 ans, elle se définit toujours comme artiste.
C'est à Colombes qu'elle meurt en mars 1927, âgée de 83 ans. Le musée municipal de Colombes conserve deux de ses toiles.

## Historiographie et apparition dans la fiction
En 1906, l'écrivain irlandais George Moore fait de Meurent un personnage de son autobiographie semi-fictionnelle Memoirs of My Dead Life (1906), où elle apparaît comme une femme entre-deux-âges vivant une relation lesbienne avec une courtisane célèbre.
L'intérêt pour Victorine Meurent a été renouvelé à la fin du XXe siècle et surtout au début des années 2000. Une thèse lui est consacrée dès 1986, permettant de mettre à jour les principales sources sur sa vie et son œuvre.
Le fait qu'il s'agisse d'une femme lesbienne a nourri l'intérêt, en particulier aux États-Unis, pour son parcours, bien que son travail de peintre n'ait pas marqué l'histoire de l'art. Elle apparaît ainsi dans de nombreuses fictions des années 1990 et surtout 2000 : Alias Olympia: A Woman's Search for Manet's Notorious Model and Her Own Desire, d'Eunice Lipton (1992), Mademoiselle Victorine: a Novel (2007) de Debra Finerman, A Woman With No Clothes On (2008) de V. R. Main, Sacré Bleu de Christopher Moore (2012), etc.
En France, Emmanuel Laurent publie son journal imaginaire, accompagné d'une biographie, Mademoiselle V. Journal d'une insouciante, en 2003. Cette publication est l'occasion de rechercher les tableaux de Victorine Meurent, et d'en trouver deux au musée de Colombes.
Victorine Meurent est aussi un personnage du film Intimate Lives: The Women of Manet ou Manet in Love (1998), où elle est jouée par Shelley Phillips.
Elle est l'une des protagonistes de l'opéra Victorine, écrit par le mouvement d'artistes conceptuels Art & Language et composé en partie par Mayo Thompson.

## Iconographie

### La peintre

Œuvres de Victorine Meurent
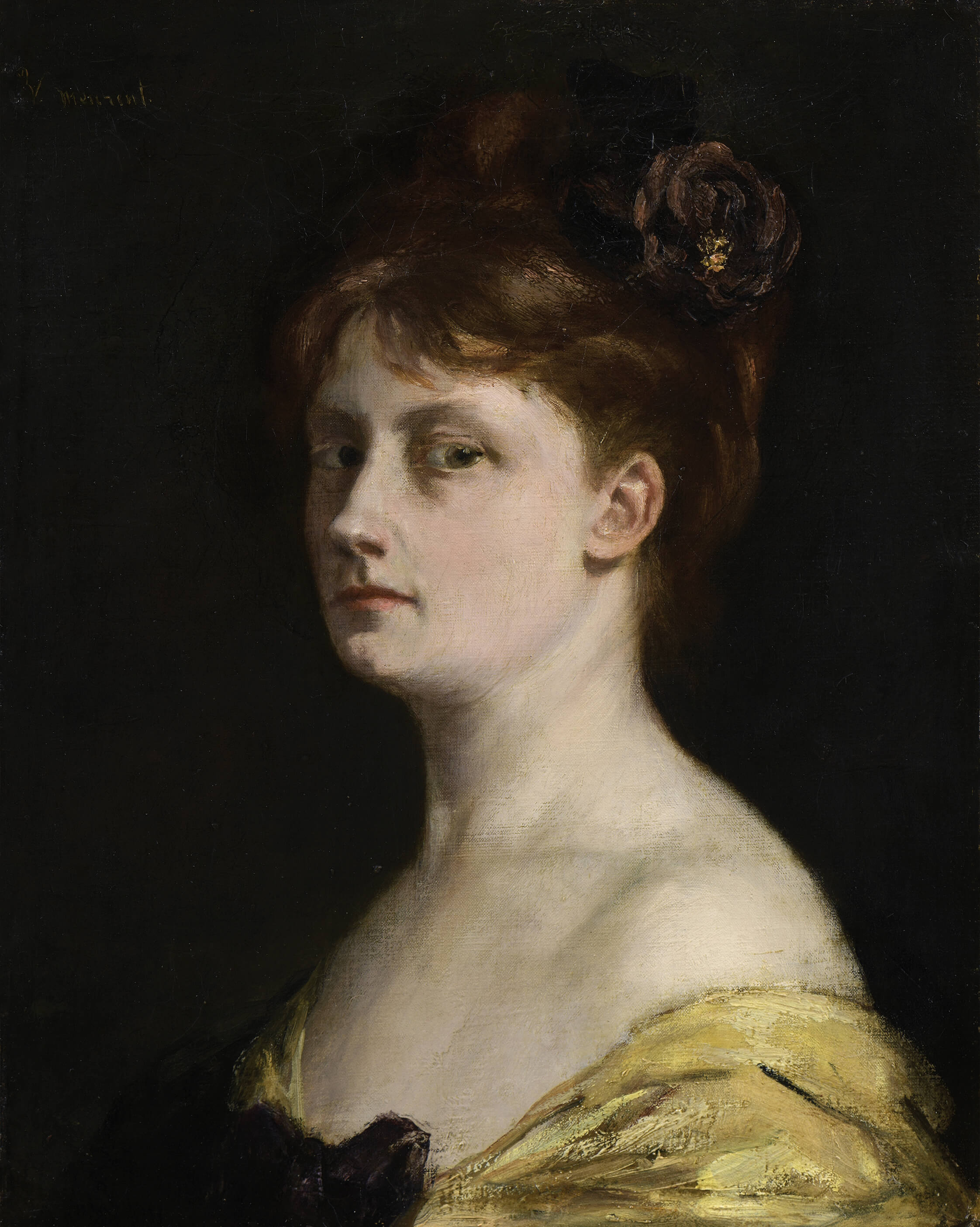
Autoportrait (1876), musée des Beaux-Arts de Boston
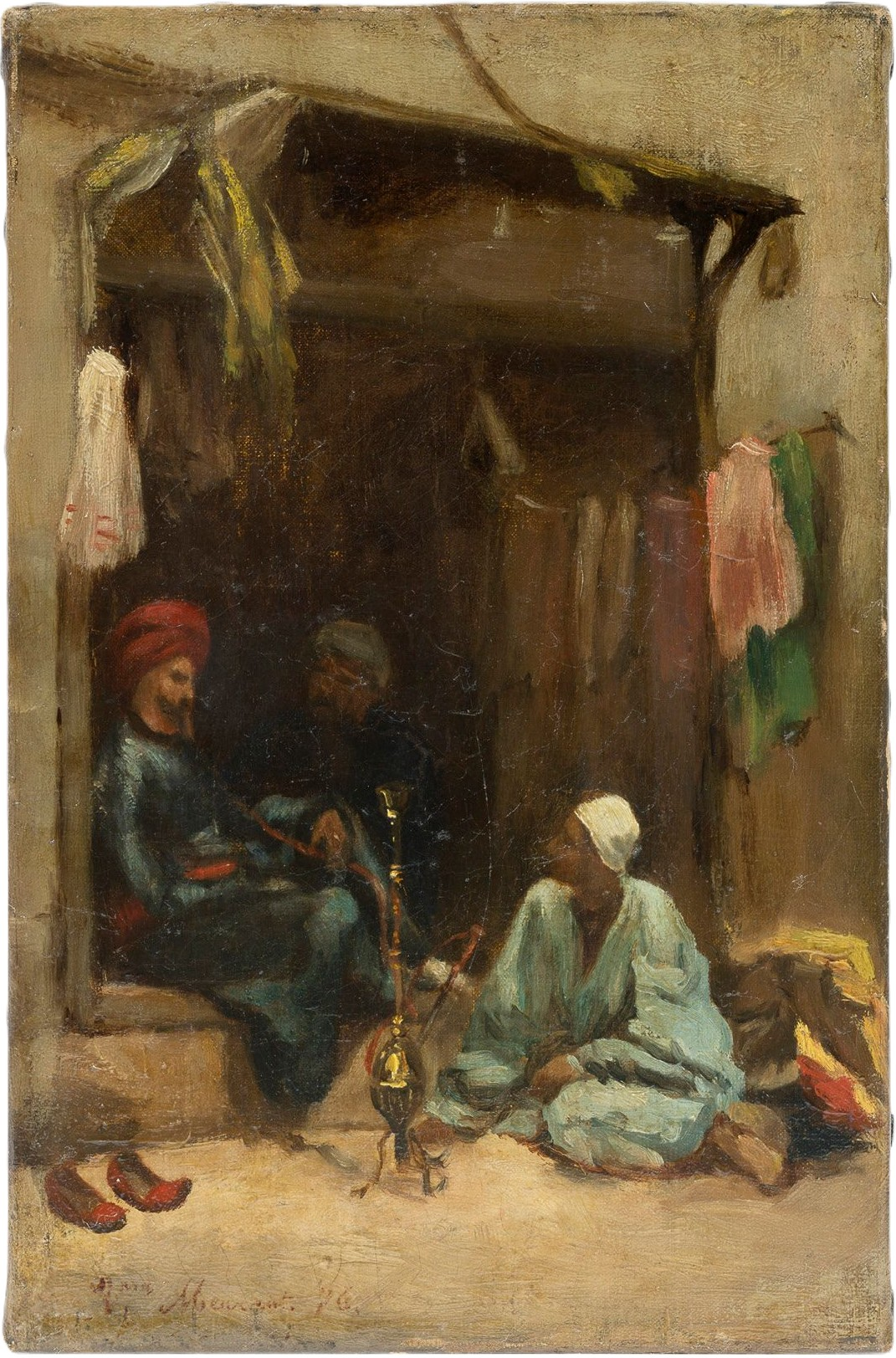
Scène orientaliste au fumeur de narguilé, 1876
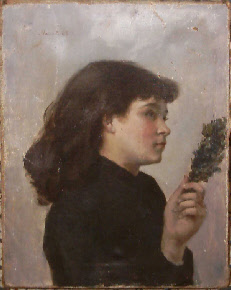
Le Jour des rameaux (1885), musée municipal d'Art et d'Histoire de Colombes
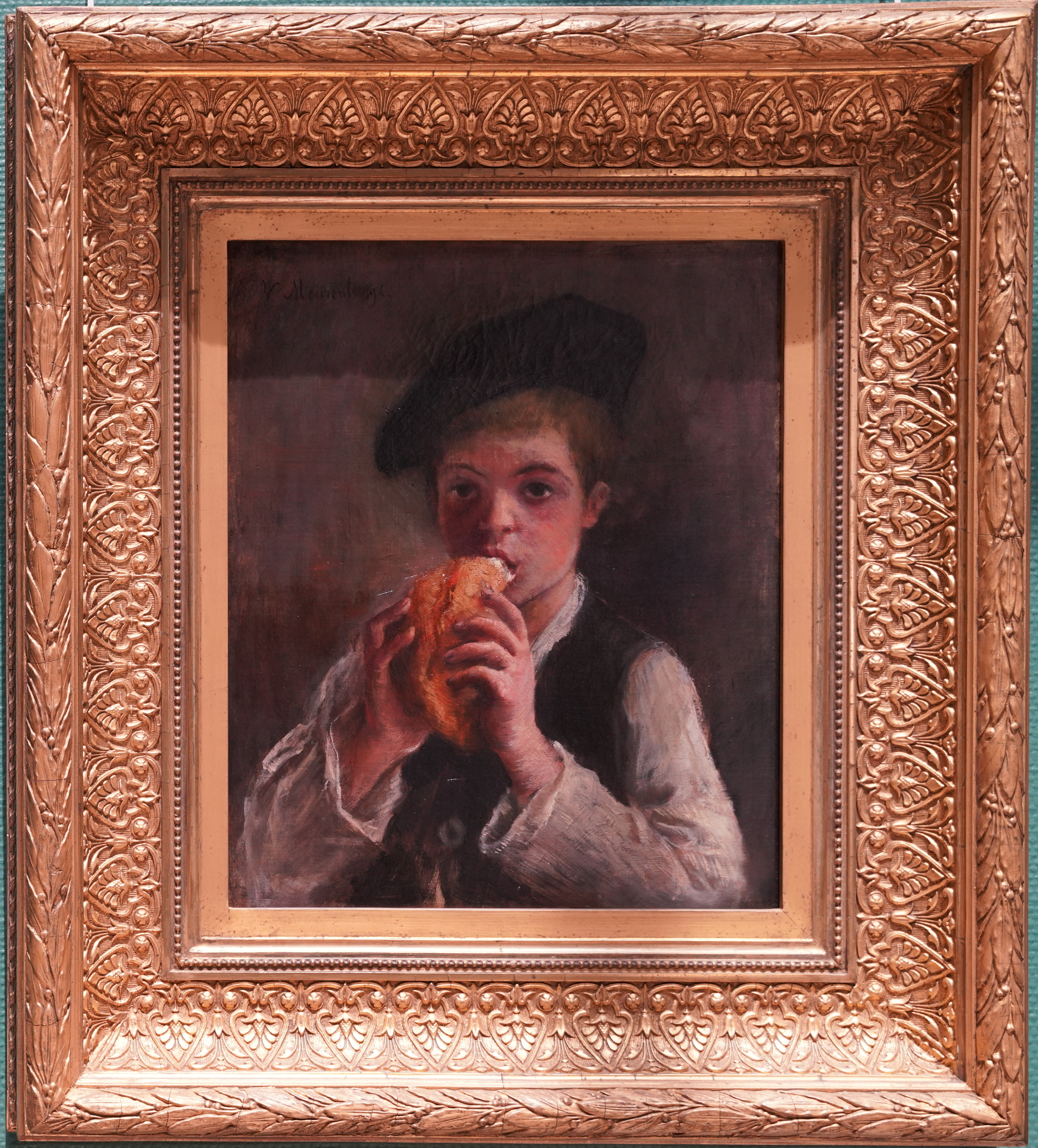
Le Briquet, musée municipal d'Art et d'Histoire de Colombes
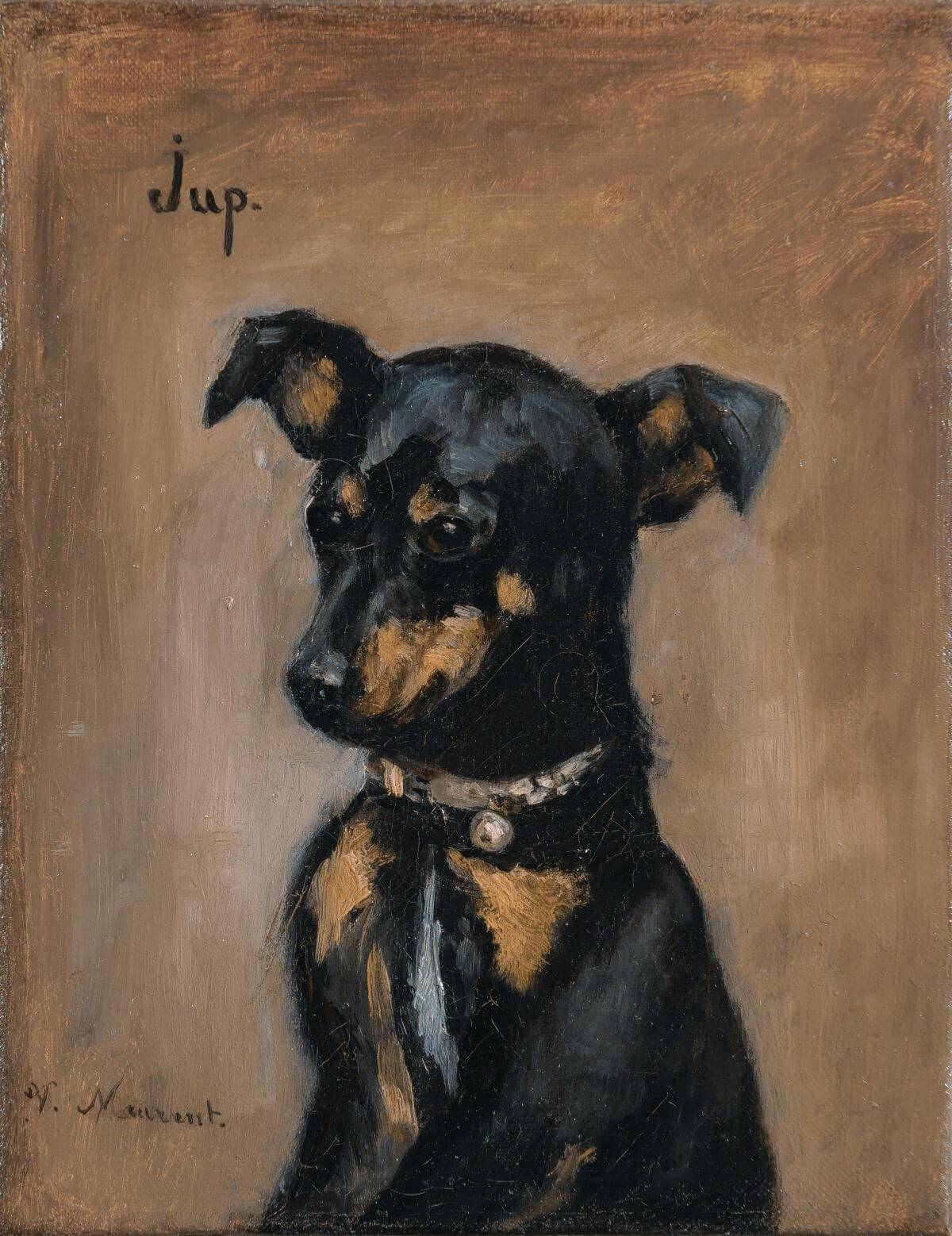
Jup, non daté, musée municipal d'Art et d'Histoire de Colombes

### Le modèle

Victorine Meurent peinte par Édouard Manet
La Chanteuse de rue (1862), musée des Beaux-Arts de Boston.
Portrait de Victorine Meurent (1862),musée des Beaux-Arts de Boston.
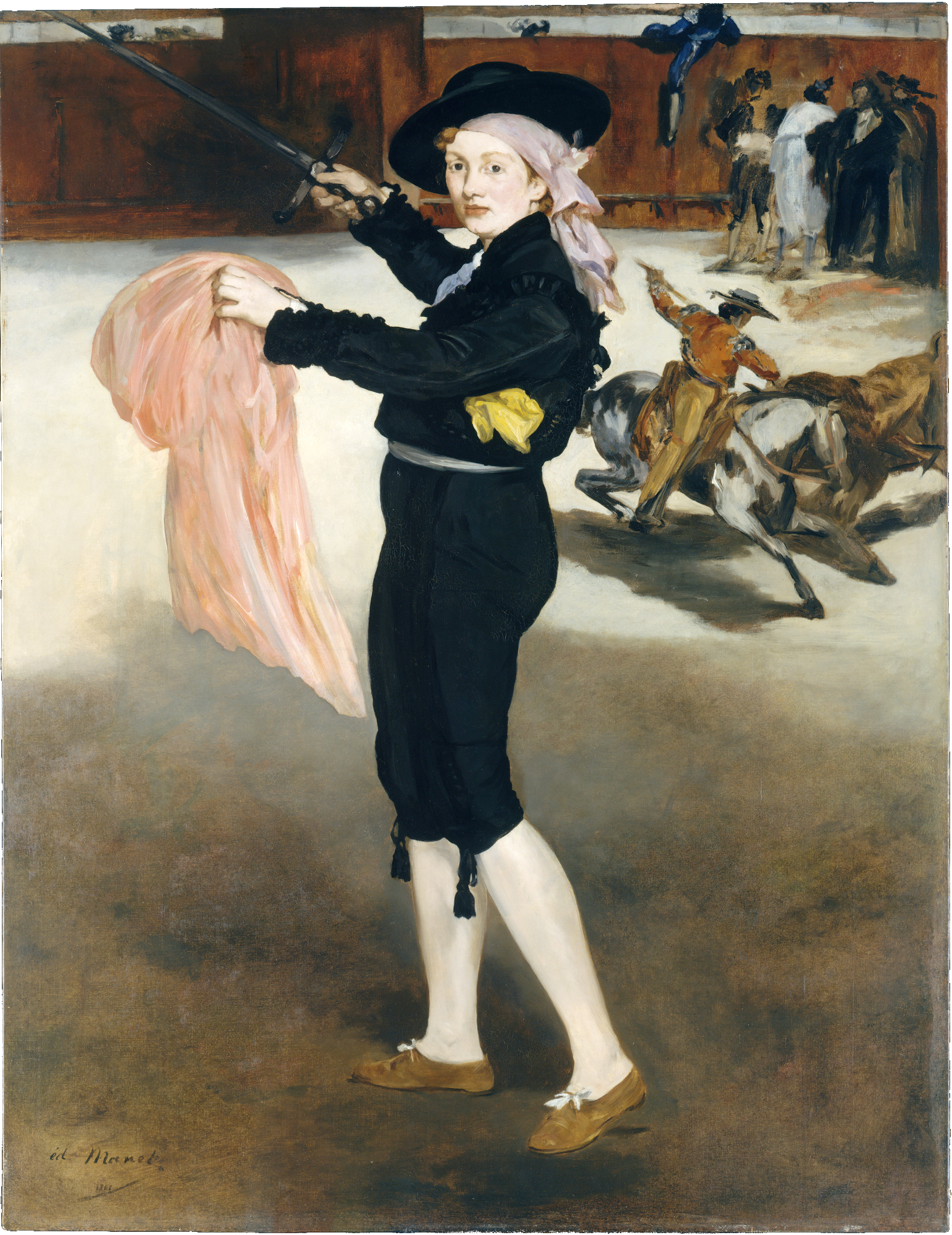
Mlle V. en costume d’espada (1862), New York, Metropolitan Museum of Art.
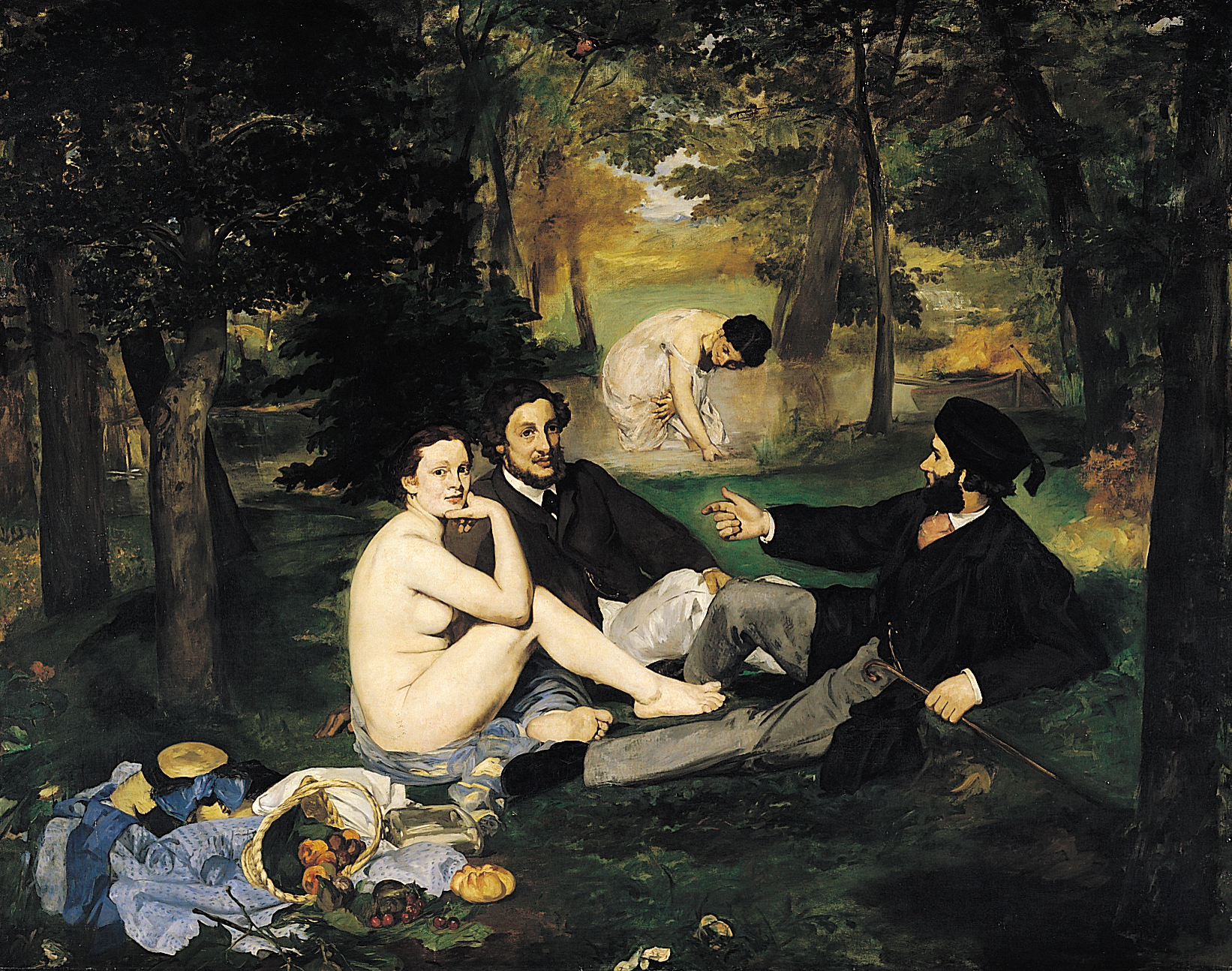
Le Déjeuner sur l'herbe (1862-1863), Paris, musée d'Orsay.
Olympia (1863), Paris, musée d'Orsay.
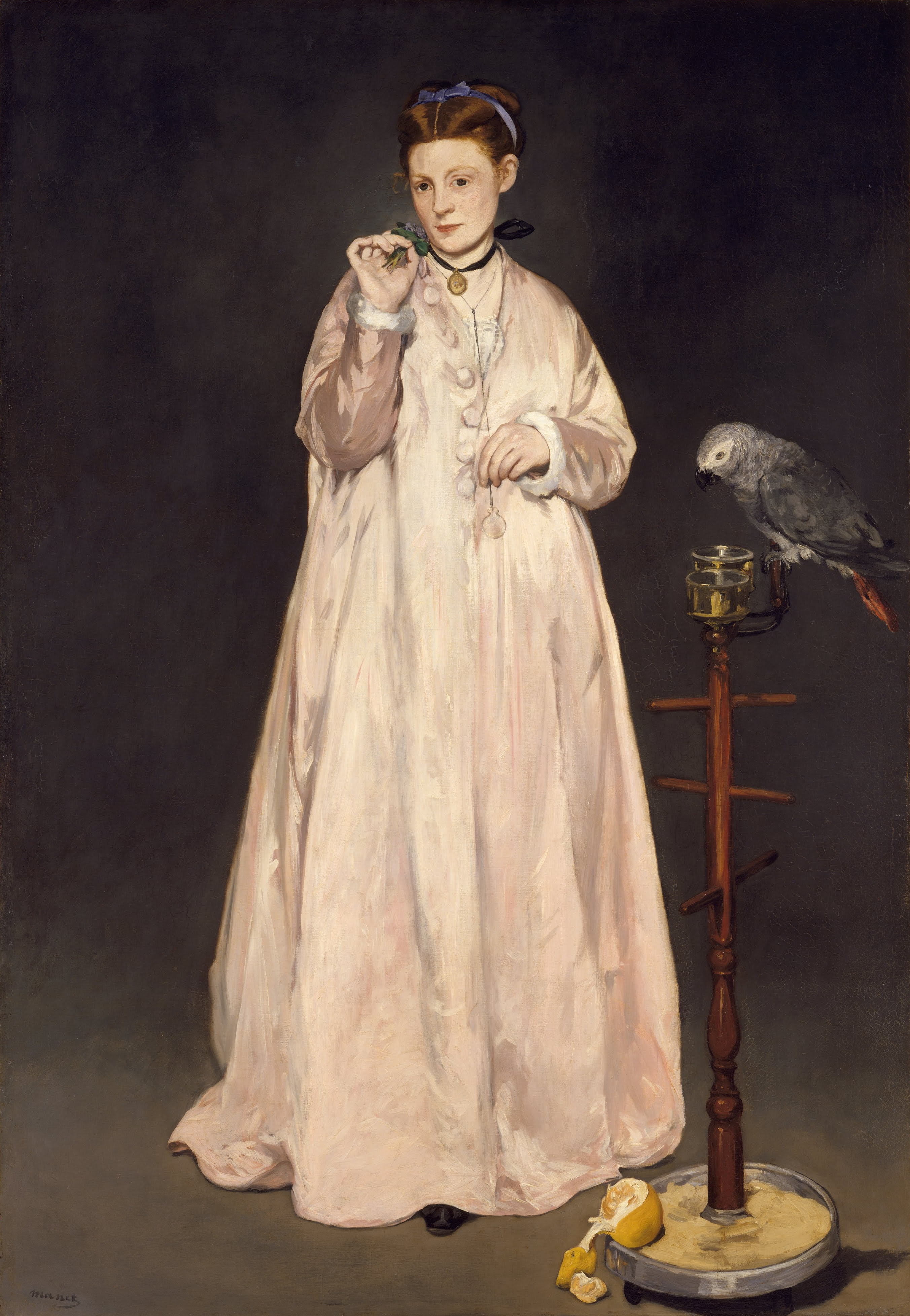
La Femme au perroquet aussi Jeune Dame en 1866 (1866), New York, Metropolitan Museum of Art.
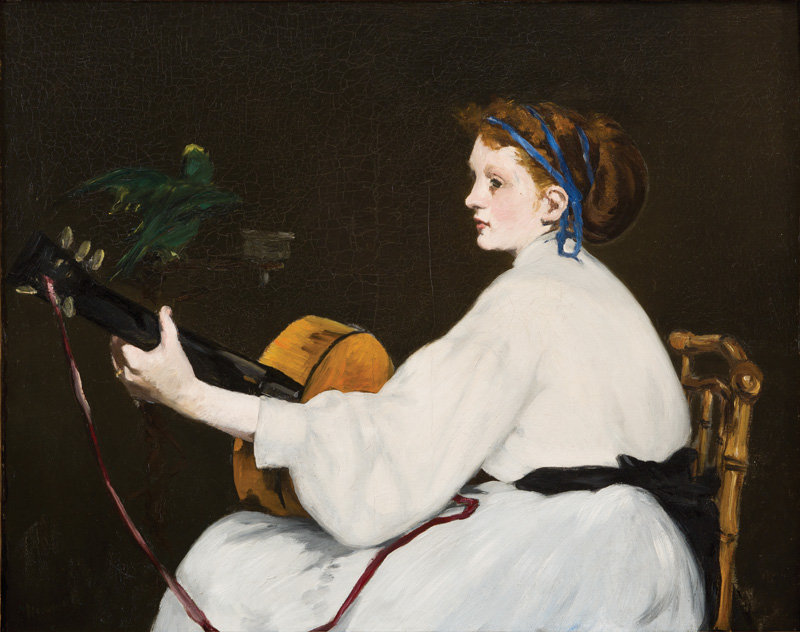
La Joueuse de guitare (vers 1866), Farmington, Hill–Stead Museum (en).
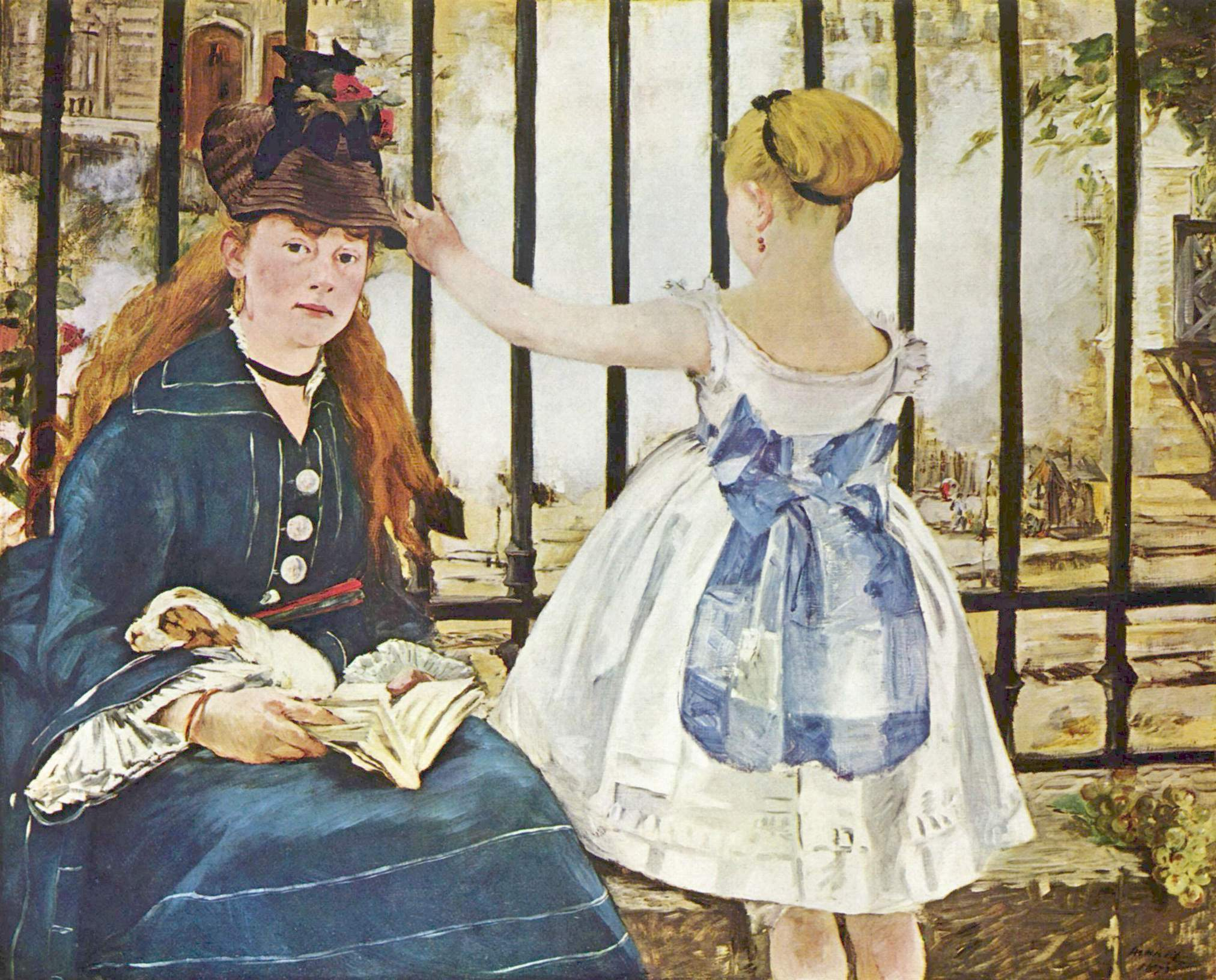
Le Chemin de fer (1872), Washington, National Gallery of Art.
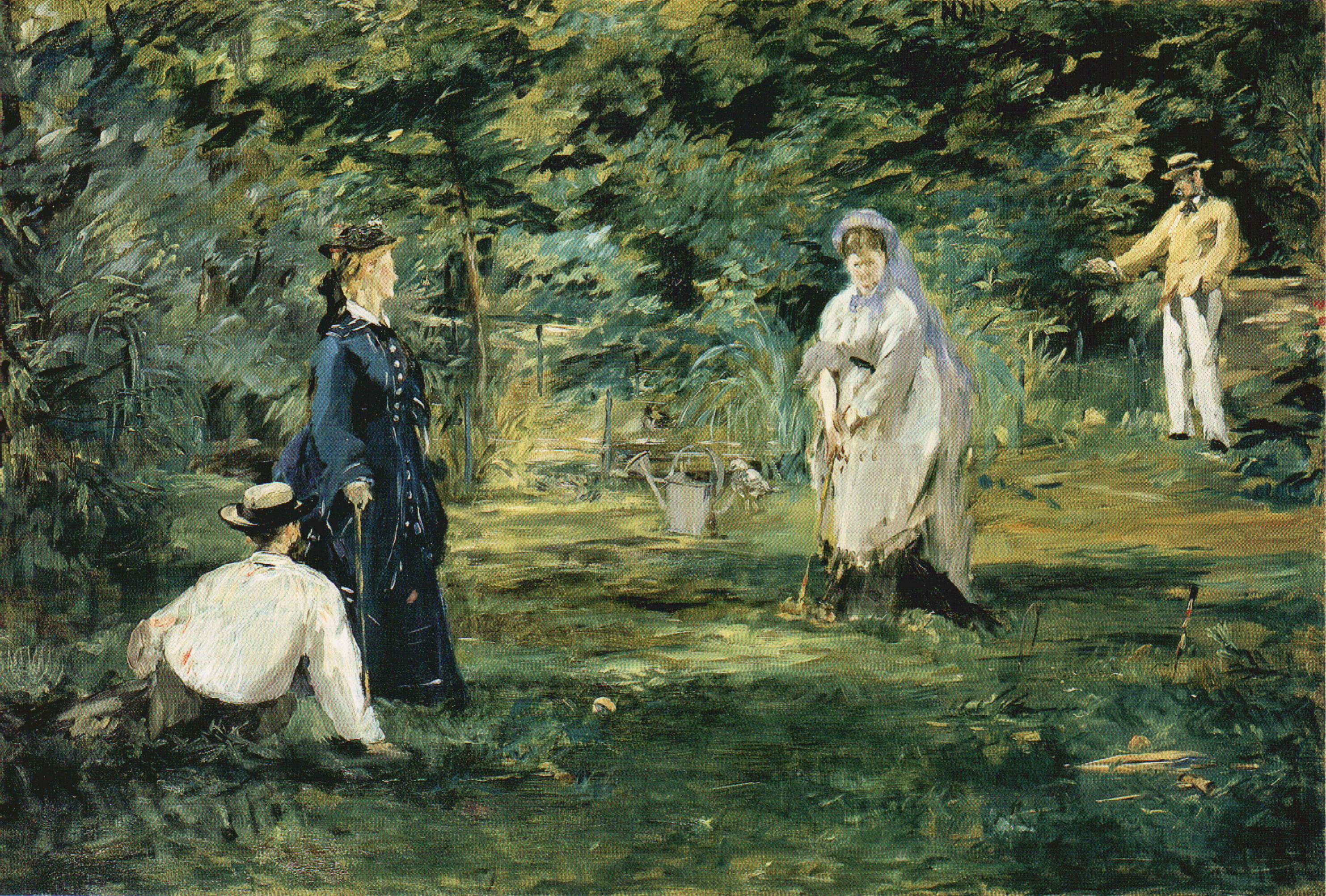
La Partie de croquet (1873), Francfort-sur-le-Main, musée Städel.

Victorine Meurent peinte par Alfred Stevens
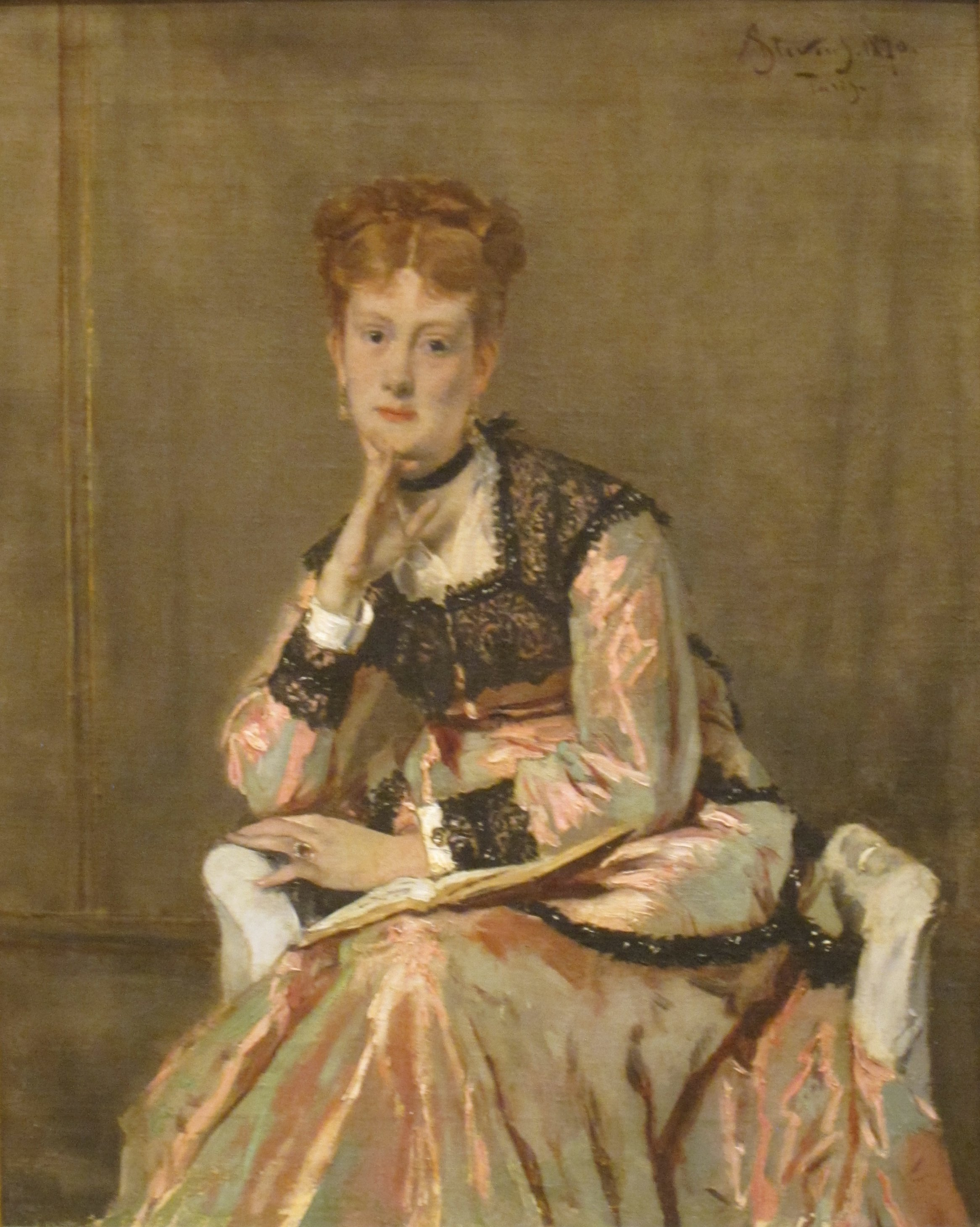
Le Sphinx parisien (1870), musée d'Art de San Diego.